# Krośnice
Krośnice è un comune rurale polacco del distretto di Milicz, nel voivodato della Bassa Slesia.
Ricopre una superficie di 178,73 km² e nel 2004 contava 7 927 abitanti.